# ناو کومانو
ناو کومانو (به انگلیسی: Japanese cruiser Kumano) یک کشتی بود که طول آن ۲۰۱٫۶ متر (۶۶۱ فوت ۵ اینچ) بود. این کشتی در سال ۱۹۳۶ ساخته شد.